# Pajar Agung
Pajar Agung is een bestuurslaag in het regentschap Pringsewu van de provincie Lampung, Indonesië. Pajar Agung telt 4167 inwoners (volkstelling 2010).